# Courtenay River
Der Courtenay River ist ein Zufluss der Straße von Georgia im zentralen Osten von Vancouver Island in der kanadischen Provinz British Columbia. Benannt ist er nach Kapitän George William Courtenay, einem Kapitän der Pacific Squadron und späterem Vizeadmiral der britischen Royal Navy.

## Flusslauf
Der Courtenay River entsteht am Zusammenfluss von Puntledge River und Tsolum River am Nordrand der Stadt Courtenay. Er fließt 3 km in südsüdöstlicher Richtung und mündet schließlich in den Comox Harbour, ein Ästuar an der Ostküste von Vancouver Island. Der British Columbia Highway 19A und die 5th Street überqueren den Fluss. Am linken Flussufer befindet sich der Lewis Park und der Simms Millennium Park. Rechts der Mündung befindet sich der Courtenay Marina Park sowie der Flugplatz von Courtenay. Der mittlere Abfluss liegt bei 51,6 m³/s.